# Tampa Bay Buccaneers 2016
La stagione 2016 dei Tampa Bay Buccaneers è stata la 41ª della franchigia nella National Football League e la prima sotto la direzione del nuovo capo-allenatore Dirk Koetter.
Dopo la vittoria nella gara di apertura, Tampa Bay perse tutte le altre gare del mese di settembre. Il running back  titolare Doug Martin si infortunò al tendine del ginocchio per due mesi, costringendo la squadra running back alla ricerca di sostituti. In seguito anche le sue riserve Charles Sims e Antone Smith, finirono in lista infortunati, assieme ai wide receiver Vincent Jackson e Cecil Shorts. Una vittoria nel Monday Night Football contro Carolina vide Tampa Bay iniziare una striscia in cui vinse sette delle successive nove gare. Tra le settimane 10 e 14, i Buccaneers ebbero per la prima volta una serie di cinque gare vinte consecutivamente dalla loro stagione da titolo del 2002.
Sconfitte agli ultimi istanti contro Dallas Cowboys e New Orleans Saints furono decisive per le speranze di playoff del club; prima dell'ultima gara della stagione regolare, la squadra era ancora matematicamente in corsa per una wild card, ma malgrado l'avere battuto i Panthers, mancò la post-season per la nona stagione consecutiva, la quarta striscia negativa attiva più lunga nella NFL assieme ai Jacksonville Jaguars. Tuttavia, questa per i Buccaneers fu la prima stagione con più vittorie che sconfitte dal 2010.

## Scelte nel Draft 2016
| Scelte dei Buccaneers nel Draft 2016 |        |                       |       |                        |
| Giro                                 | Scelta | Giocatore             | Ruolo | College                |
| 1                                    | 11     | Vernon Hargreaves III | CB    | Florida                |
| 2                                    | 39     | Noah Spence           | DE    | Eastern Kentucky       |
| 2                                    | 59     | Roberto Aguayo        | K     | Florida State          |
| 4                                    | 108    | Ryan Smith            | DB    | North Carolina Central |
| 5                                    | 148    | Caleb Benenoch        | OT    | UCLA                   |
| 6                                    | 183    | Devante Bond          | OLB   | Oklahoma               |
| 6                                    | 197    | Dan Vitale            | FB    | Northwestern           |

## Staff
| Staff dei Tampa Bay Buccaneers nel 2016 |
| --- |
| Organi dirigenziali - Proprietario/Presidente: Famiglia Glazer - Co-Chairman: Bryan Glazer, Edward Glazer e Joel Glazer - General Manager: Jason Licht Capo allenatore - Dirk Koetter - Assistente – Zack Grossi Altri allenatori - Preparatore atletico – Dave Kennedy - Assistente - Joe Vaughn - Assistente - Chad Wade Allenatori dell'attacco - Coordinatore offensivo/Wide Receiver – Todd Monken - Quarterback – Mike Bajakian - Running Back – Tim Spencer - Assistente Wide Receiver/Gestione gara – Andrew Weidinger - Tight End – Jon Embree - Offensive Line/Gioco sulle corse – George Warhop - Assistente Offensive Line – Butch Barry - Controllo qualità – Ben Steele Allenatori della difesa - Coordinatore difensivo – Mike Smith - Defensive Line – Jay Hayes - Assistente Defensive Line – Paul Spicer - Linebacker – Mark Duffner - Defensive back – Jon Hoke - Defensive back – Brett Maxie - Controllo qualità – Dave Borgonzi Allenatori dello special team - Coordinatore dello Special Team: Nate Kazcor - Assistente – Carlos Polk |

## Roster
| Roster dei Tampa Bay Buccaneers nel 2016 |
| --- |
| Quarterback - 3 Jameis Winston - 8 Mike Glennon - 4 Ryan Griffin Running Back - 22 Doug Martin - 32 Jacquizz Rodgers - 43 Peyton Barber - 36 Antone Smith - 44 Russell Hansbrough Wide Receiver - 13 Mike Evans - 11 Adam Humphries - 89 Russell Shepard - 17 Donteea Dye - 18 Cecil Shorts Tight End - 84 Cameron Brate - 88 Luke Stocker - 82 Brandon Myers - 45 Alan Cross Offensive Linemen - 76 Donovan Smith LT - 64 Kevin Pamphile LG - 68 Joe Hawley C - 74 Ali Marpet RG - 69 Demar Dotson RT - 62 Evan Smith C - 78 Gosder Cherilus T - 66 Leonard Wester T - 77 Caleb Benenoch OL Defensive Linemen - 91 Robert Ayers DE - 93 Gerald McCoy DT - 98 Clinton McDonald DT - 92 William Gholston DE - 57 Noah Spence DE - 75 DaVonte Lambert DT - 97 Akeem Spence DT - 67 John Hughes DE - 95 Howard Jones DE - 71 Channing Ward DE Linebacker - 51 Daryl Smith SLB - 58 Kwon Alexander MLB - 54 Lavonte David WLB - 52 Cameron Lynch LB - 53 Adarius Glanton LB Defensive Back - 28 Vernon Hargreaves CB - 24 Brent Grimes CB - 21 Alterraun Verner CB - 38 Jude Adjei-Barimah CB - 26 Josh Robinson CB - 27 Johnthan Banks CB - 23 Chris Conte S - 30 Bradley McDougald S - 29 Ryan Smith DB - 37 Keith Tandy S Special Team - 19 Roberto Aguayo K - 48 Andrew DePaola LS - 9 Bryan Anger P Lista delle riserve - 34 Charles Sims RB (IR) - 56 Devante Bond LB (IR) - 57 Jacquies Smith DE (IR) - 83 Vincent Jackson WR (IR) - 94 George Johnson DE (IR) - 18 Louis Murphy WR (PUP) - 73 J.R. Sweezy G (PUP) Squadra di allenamento - 61 Josh Allen C - 90 Rodney Coe DT - 35 Javien Elliot CB - 25 Trae Elston S - 72 Ben Gottschalk C - 39 Isaiah Johnson S - 16 Freddie Martino WR - 96 Ryan Russel DE - 81 Tevin Westbrook TE 54 attivi, 7 inattivi, 10 nella squadra di allenamento, 0 free agent |
| Legenda - I rookie sono in corsivo. - Il primo ruolo è il principale mentre gli eventuali successivi indicano i ruoli secondari. - (IR) sta per Injured Reserve ed indica la lista ristretta per un solo giocatore infortunato che può tornare ad allenarsi dopo la settimana 6 e a rientrare in prima squadra dopo che questa ha giocato 8 partite. - (NF-Inj.) / (NF-Ill.) stanno rispettivamente per Non-Football Injured e Non-Football Illness ed indicano le liste dove viene inserito un giocatore che ha un infortunio o una malattia non dipendente dal football americano. - (PUP) sta per Physically Unable to Perform ed indica la lista dove viene inserito un giocatore mentre è in attesa di recuperare la condizione fisica. Nella stagione regolare dopo la sesta partita giocata dalla propria squadra, il giocatore ha tempo tre settimane per riprendere ad allenarsi, più tre settimane aggiuntive dal suo rientro agli allenamenti per rientrare in prima squadra. |

## Calendario
| Turno | Data               | Avversario             | Risultato          | Record             | Stadio                        | NFL.com recap      |
| ----- | ------------------ | ---------------------- | ------------------ | ------------------ | ----------------------------- | ------------------ |
| 1     | 11/9               | at Atlanta Falcons     | V 31–24            | 1–0                | Georgia Dome                  | Recap              |
| 2     | 18/9               | at Arizona Cardinals   | S 7–40             | 1–1                | University of Phoenix Stadium | Recap              |
| 3     | 25/9               | Los Angeles Rams       | S 32–37            | 1–2                | Raymond James Stadium         | Recap              |
| 4     | 2/10               | Denver Broncos         | S 7–27             | 1–3                | Raymond James Stadium         | Recap              |
| 5     | 10/10              | at Carolina Panthers   | V 17–14            | 2–3                | Bank of America Stadium       | Recap              |
| 6     | Settimana di pausa | Settimana di pausa     | Settimana di pausa | Settimana di pausa | Settimana di pausa            | Settimana di pausa |
| 7     | 23/10              | at San Francisco 49ers | V 34–17            | 3–3                | Levi's Stadium                | Recap              |
| 8     | 30/10              | Oakland Raiders        | S 24–30 (DTS)      | 3–4                | Raymond James Stadium         | Recap              |
| 9     | 3/11               | Atlanta Falcons        | S 28–43            | 3–5                | Raymond James Stadium         | Recap              |
| 10    | 13/11              | Chicago Bears          | V 36–10            | 4–5                | Raymond James Stadium         | Recap              |
| 11    | 20/11              | at Kansas City Chiefs  | V 19–17            | 5–5                | Arrowhead Stadium             | Recap              |
| 12    | 27/11              | Seattle Seahawks       | V 14–5             | 6–5                | Raymond James Stadium         | Recap              |
| 13    | 4/12               | at San Diego Chargers  | V 28–21            | 7–5                | Qualcomm Stadium              | Recap              |
| 14    | 11/12              | New Orleans Saints     | V 16–11            | 8–5                | Raymond James Stadium         | Recap              |
| 15    | 18/12              | at Dallas Cowboys      | S 20–26            | 8–6                | AT&T Stadium                  | Recap              |
| 16    | 2412               | at New Orleans Saints  | S 24–31            | 8–7                | Mercedes-Benz Superdome       | Recap              |
| 17    | 1/1                | Carolina Panthers      | V 17–16            | 9–7                | Raymond James Stadium         | Recap              |

Note: Gli avversari della propria division sono in grassetto.